# MAMP
El acrónimo MAMP se refiere al conjunto de programas software comúnmente usados para desarrollar sitios web dinámicos sobre sistemas operativos Apple Macintosh, MAC OS X.
- macOS: Sistema operativo.
- Apache: Servidor Web.
- MySQL: Sistema de gestión de bases de datos.
- PHP, Perl o Python, lenguajes de programación usados para la creación de sitios web.

LAMP es el sistema análogo que corre bajo ambiente Linux
WAMP es el sistema análogo que corre bajo ambiente Windows